# Кузьмина, Екатерина Михайловна
Екатерина Михайловна Кузьмина (Катрин Кузьмин, Catherine Kousmine, 1904—1992) — швейцарская диетолог русского происхождения. Почётная гражданка города Лютри (1989 год).

## Биография
Родилась в Хвалынске 17 сентября 1904 года. С 1908 года её отец снимал небольшую квартиру в Лозанне, куда любил приезжать зимой. После Октябрьской революции семья Кузьминых эмигрировала в Швейцарию. Её сестра Татьяна (1898—1995) стала физиком, руководила экспериментами в лаборатории Лозаннского университета.
Катрин (так стали Екатерину называть франкофоны) освоила немецкий и французский языки и получила образование в Высшей школе Лозанны со степенью бакалавра в области точных наук (математика). Однако в дальнейшем она выбрала медицинскую стезю. Во время учёбы на медицинском факультете Лозаннского университета подрабатывала репетиторством по немецкому языку.
В 1928 году Кузьмина получила диплом врача и была приглашена для занятия педиатрией в одной из клиник Цюриха. Здесь, пережив смерть от рака одного из своих пациентов, Катрин Кузьмина начала заниматься исследованием раковых заболеваний. В 1934 году она открыла в Лозанне частную терапевтическую практику, которой занималась более 50 лет, параллельно проводя научные эксперименты.
Начавшись в домашней лаборатории, её исследования продолжились в Париже, в институте Кюри. Она пришла к выводу, что здоровое питание — это основа профилактики и лечения всех тяжёлых заболеваний, в том числе сердечно-сосудистых и раковых. Врачи, которые узнали об этом методе и апробировали его, объединились в медицинскую ассоциацию «Médicale Kousmine Internationale». Также существует фонд Катерины Кузьминой.
Метод (диета) Кузьминой имеет много общего с диетой Будвиг. Основой правильного питания она считала бобовые и цельные злаки, органическое масло холодного отжима, свежие фрукты и овощи. Потребление индустриально переработанных пищевых продуктов, равно как и продуктов, содержащих животные жиры, рекомендовала свести к минимуму. Проповедовала воздержание от сахара, алкоголя, кофе и чая.